# عرب قحطانی
عرب قحطانی به مردم عرب گفته می‌شود که دارای اصالت یمنی باشند. عرب باقیه خود به دو دسته تقسیم می‌شوند:
1. عرب عاربه (یعنی عرب خالص و اصیل) یا قحطانیان: ساکنان منطقه جنوبی شبه‌جزیره عربستان خود را از نژاد یعرب بن قحطان فرزند پنجم نوح نبی و عرب خالص می‌دانند به همین جهت به قحطانیان شهرت یافتند.
2. عرب مستعربه (یعنی عرب ناخالص و پیوسته با دیگران) یا عدنانیان: ساکنان منطقه شمالی و مرکز شبه‌جزیره عربستان خود را از نژاد عدنان نواده اسماعیل نبی می‌دانند، به همین جهت به عدنانیان شهرت یافتند.

قحطانیان به دو زیرگروه حِمیَر و کَهلان تقسیم می‌شوند.